# Иегуда Хасид (каббалист)
В данной статье речь идёт о еврейском каббалисте Иегуде Хасиде ха-Леви — проповеднике конца XVII века. Имеется также и Иегуда Хасид из Регенсбурга, , основатель движения Хасидей Ашкеназ XII века. . Иегуда Хасид ха-Леви не связан с этим движением, а также и с движением хасидизма, которое возникло в XVIII веке.

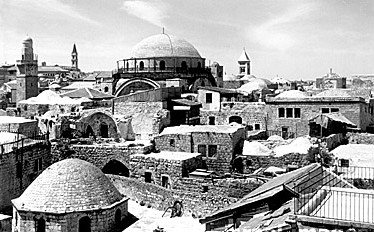
Синагога Иегуды Хасида (синагога «Хурва»), фото до 1948 года

Иегуда Хасид ха-Леви (ивр. יהודה החסיד‎; 1660—1700, Иерусалим) — еврейский проповедник, организатор первого массового переселения ашкеназских евреев из Европы в Палестину.
Иехуда Хасид был маггидом (проповедником) в литовском городе Шидловце (сейчас в Польше). В 1695 он встретился с саббатианским проповедником Цадоком бен Шмарья. Иехуда Хасид уверовал во второе пришествие Саббатая Цви, которое предрекалось в 1706 году, и основал группу «святую общину» «хасидим» (благочестивых). Он стал ездить по всем еврейским общинам, призывая к покаянию, умерщвлению плоти и посту. В «святую общину» входили семьи 30 учёных; община собиралась направиться в Иерусалим и ожидать там пришествия Мессии. В общину вошёл также каббалист Хаим Малах, который много лет жил в Салониках и Смирне в группах саббатианцев, он делал предсказания по поводу возвращения Саббатая Цви. У него было ещё немало учеников. Когда секта выросла, против секты ополчились многие авторитетные раввины.
В начале 1699 они выехали из Польши в Моравию; задержались на несколько месяцев в Никольсбурге (Микулов), за это время Иегуда Хасид посетил несколько окрестных городов Германии и Австрии, собирая сторонников, призывая еврейские общины к покаянию и оказанию материальной поддержки переселенцам. Подготовившись к странствию, уже около 1300 человек направилось в Палестину.
Переселенцы пошли сушей через Италию, останавливались в больших еврейских общинах, активно проповедуя. Впереди групп шёл сам Иегуда Хасид в белом саване, бил себя в грудь, призывая евреев к покаянию и очищению. К переселенцам присоединились всё новые и новые сторонники. Давид Оппенгейм из Вены и Хаим Малах со своей группой отправились морем. Остальные под предводительством Иегуды продолжали путь по суше.
Это изнурительное шествие на Святую Землю для встречи со своим освободителем длилось много дней. Участники перехода решились на непомерные трудности и лишения по причине тяжёлой беспросветной жизни, постоянных преследований и унижений у себя на родине в Польше, Литве, Чехии, Моравии, Австрии, Германии. Около пятисот человек погибли в пути.
Иехуда Хасид прибыл в Иерусалим 14 октября 1700, но неожиданно заболел и скончался через три дня. Усталых и измождённых переселенцев в Иерусалиме не ждали. Небольшая община приняла их враждебно, как из-за подозрения в симпатиях к саббатианцам, так и потому, что еврейская община Иерусалима была очень мала (по оценкам не более 1000 человек) и небогата, и прокормить такое количество новых переселенцев была не в состоянии.
Последователи Иегуды Хасида распределились по нескольким городам, часть вступила в общины дёнме. Хаим Малах остался со своими учениками в Иерусалиме, однако потом он был изгнан оттуда и умер в Польше.
Редкие переселенцы смогли нормально устроиться. Многие так и пытались жить подаяниями. Вскоре между ними возникли ссоры. В 1720 году ссоры привели к тому, что арабские кредиторы сожгли ашкеназскую синагогу в Иерусалиме. Турецкие власти после инцидента запретили ашкеназам пребывание в городе, поселенцы вынуждены были покинуть Иерусалим или одеваться как сефарды. Некоторые из них смогли вернуться в Европу и присоединиться к саббатианским группам в Польше и Германии, некоторые даже перешли в ислам или христианство.
Группа Иегуды Хасида представляла собой первую организованную алию ашкеназов. Считается, что Иегуда Хасид купил в Иерусалиме большой участок земли в Старом городе, на котором его последователи построили синагогу, вскоре разрушенную турецкими властями, и на этом же месте через 140—150 лет была отстроена главная синагога ашкеназской общины Иерусалима «Бейт Яков», более известная как «Хурват рабби Иехуда хе-Хасид» («развалины рабби Иехуды хе-Хасида»), или просто «Хурва», которая простояла до арабо-израильской войны 1947-48 гг. и была разрушена арабами в 1948 году, а затем отстроена лишь в 2010 году.